# Бассель Валерій Михайлович
Валерій Михайлович Бассель (рос. Валерий Михайлович Бассэль; 12 липня 1939, Москва, РРФСР, СРСР — 8 вересня 2024, Одеса, Україна) — радянський і український актор театру і кіно, театральний режисер. Заслужений артист УРСР (1989).

## Життєпис
Народився 12 липня 1939 року у Москві. У театральних постановках почав брати участь ще у шкільні роки.
Акторську освіту здобув у Новосибірському театральному училищі (1960). Працював у театрі Новосибірська «Червоний смолоскип» (1960–64), в Державному республіканському російському драматичному театрі імені М. Ю. Лермонтова в м. Алма-Аті (1964–71), у Калінінградському обласному драматичному театрі (1971–72), в Одеському російському драматичному театрі ім. А. Іванова (1972–90).
Від 1992 року працював режисером в одеських телерадіокомпаніях «7-й канал» та «СТД», співпрацював з Театром поезії та драми Аркадія Словесника. Водночас від 1995 року — заснував і керував театром «Суєта суєт» при єврейському культурному центрі в Одесі, де яскраво проявився його режисерський талант.
Паралельно з театральним життям Бассель знявся у 50 фільмах, у тому числі в таких, як «Місце зустрічі змінити не можна», «Чарівний голос Джельсоміно», «Зелений фургон», «Життя та пригоди Мішки Япончика» та багатьох інших.
З 2012 року Валерій Бассель служив в Одеському академічному театрі ляльок на посаді помічника художнього керівника.
Лауреат конкурсів «Твої імена, Одесо» (2000, 2001), всеукраїнського конкурсу регіональних телепрограм «Україна єдина».
Помер 8 вересня 2024 року у віці 85 років.

## Фільмографія
- 1974 — «Контрабанда» — Мерцалов
- 1977 — «Чарівний голос Джельсоміно» — епізод
- 1977 — «Хто-кого»
- 1977 —1982 — «Вогняні дороги»
- 1978 — «Артем» — представник солдатів
- 1979 — «Місце зустрічі змінити не можна» — міліціонер
- 1979 — «Особливо небезпечні...» — Куций
- 1980 — «Друге народження» — офіціант
- 1981 — «Золоті черевички» — Петро
- 1982 — «Трест, що луснув» — епізод
- 1982 — «Розбіг» — Фаєрштейн
- 1983 — «Зелений фургон» — кіномеханік
- 1985 — «Матрос Железняк» — агітатор (в титрах не зазначений)
- 1987 — «Топінамбури» — епізод
- 1987 — «Шабля без піхов» — епізод
- 1989 — «На знак протесту» — Василь Іванович Петров
- 1990 — «Гамбрінус» — епізод
- 1990 — «Невстановлена особа» — Буйносов
- 1991 — «І чорт з нами» — бомж на звалищі
- 1991 — «Чортів п'яниця»
- 1991 — «Путана» — чиновник
- 1992 — «Час Ікс» — Щеглов, капітан міліції
- 1994 — «Анекдотіада, або Історія Одеси в анекдотах»
- 2004 — «Ефект присутності» — Аркадій
- 2004 — «Дванадцять стільців» (Німеччина) — вахтер у клубі залізничників
- 2005 — «Єсенін» (т/с) — лікар-психіатр
- 2006 — «Іван Подушкин. Джентльмен розшуку. Діамант каламутної води» — Борис Давидович Крамер
- 2008 — «Посмішка Бога, або Чисто одеська історія» — хворий
- 2010 — «Якби я тебе кохав» — Гамлет, продавець шаурми
- 2011 —  «Життя і пригоди Мішки Япончика» (т/с) — Аверман
- 2011 — «Заєць, смажений по-берлінськи» (т/с) — Казимир Кучер
- 2011 — «Будинок із башточкою»
- 2011 — «Мисливці за діамантами» (т/с) — Іншай
- 2012 — «Особисте життя слідчого Савельєва»
- 2013 — «Моя русалка, моя Лореляй» — Соломон
- 2013 — «Вовче сонце» — Соломон Клоб
- 2017 — «Січень — березень»
- 2017 — «Капітанша» — Христофор
- 2021 — «Ілюзія контролю» — Самсон

## Ролі в театрі
Одеський обласний театр ляльок